# Erik Magnus Grenholm
Erik Magnus Grenholm (i riksdagen kallad Grenholm i Stockholm), född 5 november 1818 i Rödöns församling, Jämtlands län, död 23 februari 1889 i Jakob och Johannes församling, Stockholms stad, var en svensk läkare och riksdagsman.
Grenholm var provinsialläkare i Östersunds distrikt 1852–1876. Han var ledamot av Sveriges riksdags första kammare 1886–1888, invald i Jämtlands läns valkrets.